# Mirabilicoxa kussakini
Mirabilicoxa kussakini là một loài chân đều trong họ Desmosomatidae. Loài này được Golovan miêu tả khoa học năm 2007.